# كانجرسواتسيك

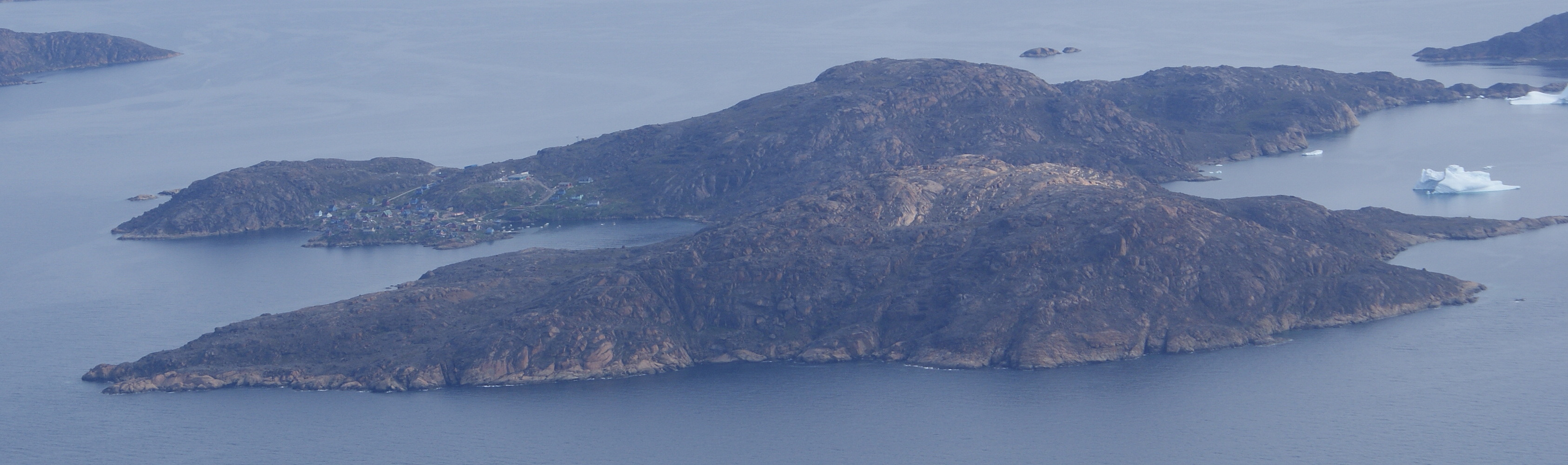
منظر جوي لكانجرسواتسيك بجرينلاند.

كانجرسواتسيك منطقة مستوطنة في غرب جرينلاند

## وصلات خارجية
حكومي
- قوانين جرينلاند موقع الحكومة الرسمي (بالإنجليزية)
- Map of new municipalities موقع الحكومة الرسمي (بالجرينلاندية)
- Greenland.com معلومات سياحية حول جرينلاند
- إحصائيات جرينلاند

معلومات عامة
- ملف تعريف البلد و خط الزمن من بي بي سي
- كانجرسواتسيك على مشروع الدليل المفتوح

1. ↑  GeoNames (بالإنجليزية), 2005, QID:Q830106